# Openmoko
Openmoko (Open Mobile Kommunikations – offene Mobilkommunikation) ist ein hauptsächlich vom gleichnamigen Unternehmen Openmoko Inc. vorangetriebenes Projekt mit dem Ziel, Smartphones mit einem offenen (im Sinne freier Software) Betriebssystem zu entwickeln. Als Hardware sollte das zunächst von der taiwanischen Mutterfirma FIC, dann von Openmoko Inc. hergestellte Neo eingesetzt werden. Durch einen möglichst offenen Entwicklungsprozess auf der Hardware- und Software-Seite versuchte das Projekt, eine große Gemeinde an externen Softwareentwicklern und Open-Source-Enthusiasten aufzubauen. Aus wirtschaftlichen Gründen hat Openmoko Inc. die weitere Entwicklung eingestellt und konzentriert sich nun auf die Entwicklung eines Wikipedia-Lesegeräts. Sowohl software- als auch hardwareseitig wird das Projekt jedoch von Enthusiasten unter dem Namen OpenPhoenux weiterbetrieben.

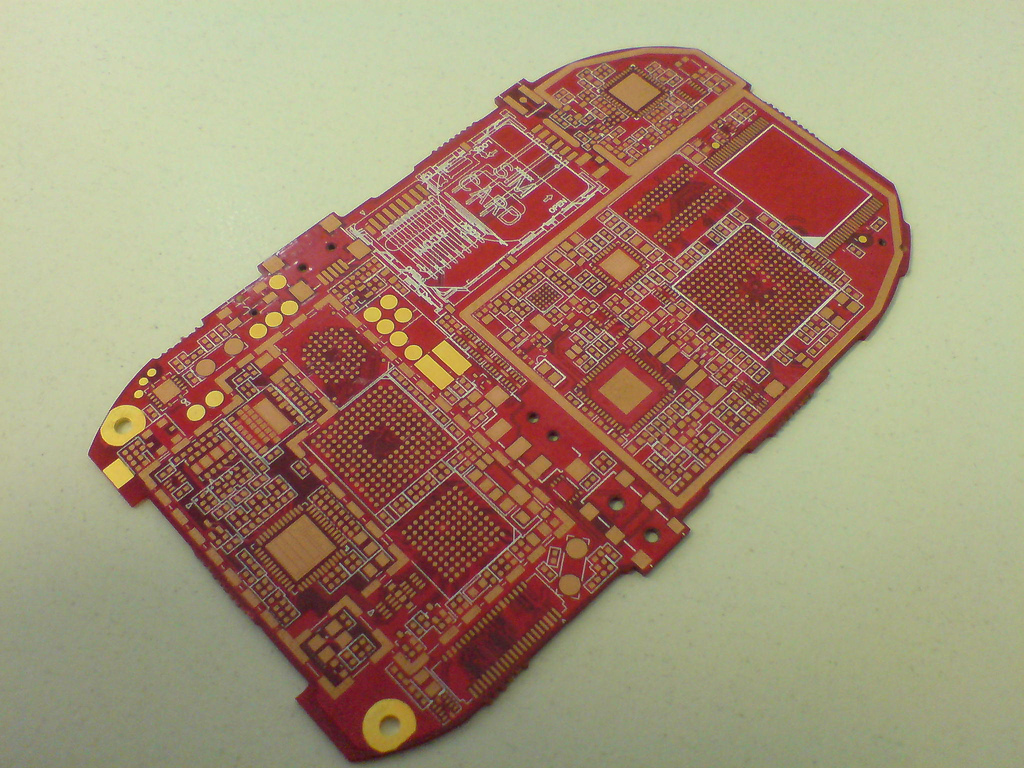
Unbestückte Leiterplatte des Openmoko

## Openmoko-Distribution

### Geschichte
Die Openmoko-Plattform wurde erstmals November 2006 auf der „Open Source in Mobile Conference“ in Amsterdam vorgestellt. Im August 2007 wurde eine überarbeitete GTK-Oberfläche unter dem Namen „2007.2“ vorgestellt, unter anderem, da die alte Oberfläche schlecht mit Fingern zu bedienen war. Im April 2008 wurde eine erste Version des „April Software Updates – ASU“ veröffentlicht, welches unter Verwendung des ausgereiften Qtopia eine schnellere Produktreife zum Ziel hat. Unter dem Namen 2008.08 wurde eine weiterentwickelte Version davon im August 2008 veröffentlicht. Ergebnisse dieser Arbeit finden sich nun in der Distribution QtMoko. Im Rahmen der Openmoko Framework Initiative wurde im Mai 2008 der „freesmartphone.org“(FSO)-Stack veröffentlicht, welcher eine neue, auf D-Bus basierte Middleware enthält. Auf FSO aufbauend wurde von Openmoko Inc. die Paroli-Oberfläche und von der Community die SHR(Stable Hybrid Release)-Distribution entwickelt.

### Software
Alle von Openmoko zur Verfügung gestellten Firmware-Abbilddateien basieren auf OpenEmbedded, dem Bootloader U-Boot und einem aktuellen 2.6er-Linux-Kernel.
Das 2007.2-Abbild verwendet außerdem gsmd zur Verwaltung des Smartphone-GSM-Modems, die Paketverwaltungs-Software iPKG, das X Window System KDrive, Matchbox als Fenstermanager, GTK+, den Evolution Data Server, das Openmoko-Framework sowie einige Openmoko-spezifischen Anwendungen. Das 2008.08-Abbild verwendet stattdessen unter anderem das von Openmoko auf X portierte Qtopia, die Enlightenment Foundation Libraries, den neu entwickelten Enlightenmentaufsatz Illume und das von iPKG abgeleitete oPKG.
Speziell für Openmoko wurden und werden einige Anwendungen entwickelt. Hierzu gehören eine Telefonanwendung, ein Nachrichten-Programm zum Empfangen und Senden von SMS, ein auf WebKit basierender Webbrowser, ein Mediaplayer, ein RSS-Feedreader, eine Sprach- sowie eine Gesten-Erkennung. Da alle von Openmoko veröffentlichten Abbilddateien auf OpenEmbedded basieren, lassen sich nahezu alle in OpenEmbedded zur Verfügung stehenden Toolkits und Programme mit jedem Abbild verwenden.
Zielplattform ist zunächst das von FIC, der Mutterfirma von Openmoko Inc., hergestellte Neo. Openmoko wurde jedoch auch schon teilweise auf die Motorola EZX-Plattform und auf Geräte von HTC und Palm portiert. Das Dash Express (Projektname HXD8), bei dem es sich um ein mobiles Navigationssystem der Firma Dash handelt, basiert auf einem Hardware-Entwurf von FIC und verwendet einen von Openmoko angepassten Linux-Kernel.
Außerhalb von OpenEmbedded ist auch Qt Extended (ehemals Qtopia) auf dem Neo FreeRunner lauffähig. Es ist außerdem möglich, Debian auf dem Neo zu installieren, wobei QtExtended und SHR für die Telefonfunktionen zur Verfügung stehen. Mit Hilfe der Firma Koolu wurde Android auf das Neo portiert.

## Neo

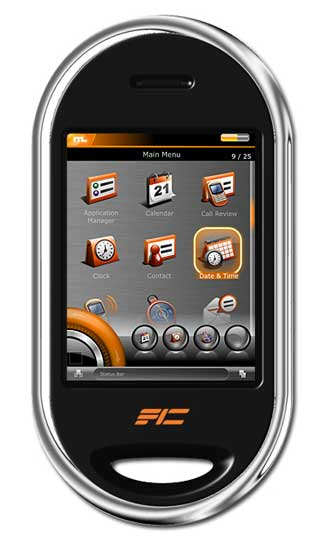
FIC Neo 1973

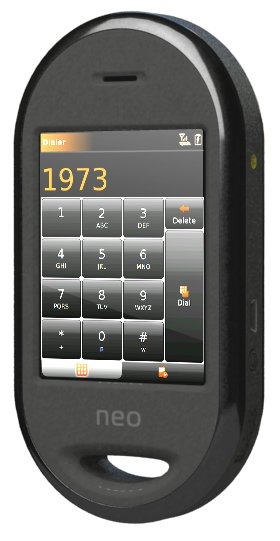
Neo FreeRunner

Das erste Mobiltelefon des Projekts ist das Neo 1973 (interner Name: GTA01). Der Name „Neo 1973“ bezieht sich auf das Jahr 1973, als Marty Cooper das erste Gespräch mit einem Mobiltelefon führte. Die für den Massenmarkt geplante, überarbeitete Version GTA02 trägt den Namen „Neo FreeRunner“.
Abgesehen von zwei Hardware-Tasten an der Seite des Telefons wird das Neo ausschließlich mittels berührungsempfindlichem Bildschirm bedient. Einige einfache Programme sind dabei speziell für die Bedienung mit den Fingern konzipiert, für andere wird ein Eingabestift benötigt.

### Spezifikationen
| Kenngröße      | Neo 1973 (GTA01)                                                                                 | Neo FreeRunner (GTA02)                                                                            | GTA04 | Neo900                                                              |
| -------------- | ------------------------------------------------------------------------------------------------ | ------------------------------------------------------------------------------------------------- | --- | ------------------------------------------------------------------- |
| veröffentlicht | 9. Juli 2007 (Entwicklerboard nur geringe Stückzahl)                                             | 25. Juni 2008                                                                                     | 31. Januar 2012 | niemals in großer Stückzahl                                         |
| Funknetz       | Tri-Band-GSM/GPRS-Modul im 900/1800/1900-MHz-Bereich bzw. 850/1800/1900 MHz GSM für den US-Markt | Tri-Band-GSM/GPRS-Modul im 900/1800/1900-MHz-Bereich bzw. 850/1800/1900 MHz GSM für den US-Markt  | + UMTS/3G (HSPA) | LTE 100/50 Mbps oder UMTS HSPA 14.4/5.76 Mbps mit CDMA              |
| Maße           | 120,7 mm × 62 mm × 18,5 mm                                                                       | 120,7 mm × 62 mm × 18,5 mm                                                                        | 120,7 mm × 62 mm × 18,5 mm | 110,9 mm × 59,8 mm × 18 mm                                          |
| Gewicht        | 158 g                                                                                            | 158 g                                                                                             | 158 g | 181 g                                                               |
| Display        | 2,8", 480×640 Pixel, 283 dpi                                                                     | 2,8", 480×640 Pixel, 283 dpi                                                                      | 2,8", 480×640 Pixel, 283 dpi | 800 × 480 Pixel, 267 dpi                                            |
| Akku           | 1200 mAh                                                                                         | 1200 mAh                                                                                          | 1200 mAh | 1320 mAh                                                            |
| Betriebssystem | Openmoko Linux, Qtopia                                                                           | Openmoko Linux, Qt Extended, Debian, Android                                                      | Openmoko Linux, Qt Extended, Debian, Android, SHR | Wie GTA04. Zusätzlich Maemo (geplant)                               |
| Speichergröße  | 128 MB SDRAM; 64 MB NAND-Flash; erweiterbar mit microSD-Karten                                   | 128 MB SDRAM, 256 MB NAND-Flash, erweiterbar bis 16 GB mit microSD- und microSDHC-Karten          | 512 MB RAM, 512 MB NAND-Flash, SDHC-Kartenslot | 512 MB/1 GB RAM, 32 GB/64 GB eMMC + external (USB)                  |
| Prozessor      | Samsung S3C2410AL-26-Chip ARM9/ARMv4T (266 MHz)                                                  | Samsung S3C2442 ARM9/ARMv4T (400 MHz)                                                             | TI OMAP3530 Cortex-A/ARMv7/Cortex-A8 (800 MHz) | TI DM3730 Cortex-A/ARMv7/Cortex-A8 (1 GHz)                          |
| Schnittstellen | Bluetooth 2.0, 2,5-mm-Klinkenstecker, audio in/out, video out, USB Host mode                     | Schnittstellen des GTA01; WLAN-Unterstützung, USB Host mode + Ladungspumpe, GPS (int/ext antenna) | (+) USB 2.0 OTG port, FM transceiver, GPS (int/ext antenna), camera connector (1.3 Mpx), display connector (TD028TTEC1), 2×60 pin expansion connector (optional) | Wie GTA04, zusätzlich i2c und GLONASS                               |
| Besonderheiten | A-GPS                                                                                            | A-GPS; zwei Beschleunigungssensoren                                                               | Barometric Altimeter, Accelerometer, Kompass, Gyroskop, Kamera optional                                                                                          | Es können Kameras, Gyroskop etc. des Nokia N900 angesprochen werden |

Das Neo 1973 (GTA01) hat eine Höhe von 120,7, eine Breite von 62 und eine Tiefe von 18,5 Millimetern. Das Touchscreen-Matrix-LCD mit VGA-Auflösung (480×640 Pixel, 283 dpi) hat eine Diagonale von 2,8 Zoll (etwa 7 cm). Das Gerät hat einen A-GPS-Chip sowie einen microSD-Einschub und Bluetooth 2.0. Ferner gibt es einen 2,5-mm-Klinkenstecker für Audio (für Kopfhörer oder Sprechgarnitur) und zwei zusätzliche Lautsprecher auf der Rückseite, die an einen 1,2-Watt-Stereoverstärker angeschlossen sind. Aufgeladen wird der 1200 mAh Akku über USB. Als CPU dient ein Samsung S3C2410AL-26-Chip (266 MHz). Diesem stehen 128 MB RAM und 64 MB Flashspeicher zur Verfügung. Das Tri-Band-GSM/GPRS-Modul arbeitet im 900/1800/1900-MHz-Bereich.
Das Neo FreeRunner (GTA02) hat neben der schnelleren CPU S3C2442 (400 MHz) von Samsung auch WLAN-Unterstützung, 256 MB Flashspeicher, hardwarebeschleunigte 2D-/3D-Grafik (SMedia 3362) und zwei Beschleunigungssensoren. Dafür entfällt einer von den Stereo-Lautsprechern. Neben der 900/1800/1900-MHz-GSM-Version gibt es auch eine 850/1800/1900-MHz-GSM-Version für den US-Markt. Kritisiert wurde am Freerunner die im Vergleich zum Neo 1973 deutlich verschlechterte Grafikleistung.
Die Gehäuse-CAD-Dateien als auch die internen Schaltpläne wurden sowohl vom Neo 1973 als auch vom Neo FreeRunner unter einer freien Lizenz veröffentlicht.
Vom Neo 1973 wie auch vom FreeRunner gab es mehrere Hardware-Revisionen, die verschiedene Hardware-Fehler zu beheben versuchten. Jedoch wird auch die aktuelle Version des FreeRunners (A7) von den meisten Besitzern eher als Entwickler-, denn als Endkundengerät betrachtet.
Die Modelle Neo 1973 und FreeRunner haben den TI Calypso GSM baseband Chipsatz auf dem OsmocomBB lauffähig
ist.
Bei einer überarbeiteten Version (GTA03) sollte eine Kamera integriert werden, die Qualität des Audioausgangs verbessert werden, auf den sich als Flaschenhals erweisenden Grafikbeschleuniger verzichtet werden, ein Quadband-EDGE-GSM-Modul verwendet werden und das Gehäuse ein neues Design bekommen. Die weitere Entwicklung des Gerätes wurde von Openmoko jedoch eingestellt. Von der Community wird die Hardware-Entwicklung im Rahmen des GTA02-Core-Projekts weitergeführt.
Nachdem die Entwicklung des GTA03 eingestellt wurde, wurde im Februar 2011 auf der FOSDEM 2011 GTA04 mit zeitgemäßer Ausstattung vorgestellt. Eine lieferbare Version sollte im April 2011 erscheinen, am 10. Oktober 2011 startete jedoch erst die Herausgabe an erste Tester. Hierbei kommt das Open-Source-Hardware-Konzept zum Tragen, dass Besitzer ältere Geräte lediglich die zu aktualisierenden Hardwareteile nachbestellen müssen. Display, Gehäuse und andere Komponenten des Vorläufermodells können weiterverwendet werden. Das auf Grundlage des BeagleBoards entwickelte GTA04 trägt den neuen Markennamen OpenPhoenux.
Da Nokia die Entwicklung eigener Linux-Geräte eingestellt hat, besteht innerhalb der Community eine starke Nachfrage nach Folgegeräten.
Als „Neo900“ soll eine Weiterentwicklung der GTA04-Hauptplatine entstehen, welche als Aufrüstung für das Nokia N900 geplant ist. Mit der Austauschplatine soll das bei den Nutzern auch heute noch sehr beliebte Nokia N900 durch eine deutlich leistungsfähigere CPU und größeren Hauptspeicher zu aktuellen Geräten aufschließen. Auch die Nutzung von LTE-Netzen soll möglich sein. Eine erste Crowdsourcing-Initiative über 25.000 € war erfolgreich, so dass bereits erste Prototypen produziert werden konnten. Eine Auslieferung der ersten Boards an Endkunden war für 2014 geplant.